# مسجد ملا احمد قیامتی
مسجد ملا احمد قیامتی مربوط به اواخر دوره صفوی - دوره قاجار است و در سنندج، گذر آصف، ورودی بازار واقع شده و این اثر در تاریخ ۱۹ شهریور ۱۳۸۰ با شمارهٔ ثبت ۴۴۷۴ به‌عنوان یکی از آثار ملی ایران به ثبت رسیده است.